# Ticia Gara
Ticia Gara (Budapest, 25 ottobre 1984) è una scacchista ungherese, sorella della scacchista Anita Gara.

## Biografia
Giocatrice con il titolo di Grande Maestro Femminile (WGM). È stata campionessa ungherese femminile nel 2006, 2007 e 2019. Nell'edizione del 2009 lei e sua sorella Anita erano a pari merito per il primo posto, con Anita che ha ricevuto il titolo grazie allo spareggio. Gara ha giocato per la squadra ungherese nell'Olimpiade degli Scacchi Femminile, nel Campionato Europeo a Squadre Femminile, nel Campionato Europeo Giovanile Femminile a Squadre e nella Coppa Mitropa Femminile. La sua squadra ha vinto la medaglia d'oro nella Coppa Mitropa Femminile 2015 a Mayrhofen in Austria. Ha contribuito alla vittoria segnando sei vittorie in sei partite giocando in seconda scacchiera.